# Andrein
Andrein település Franciaországban, Pyrénées-Atlantiques megyében. Lakosainak száma 138 fő (2022. január 1.). Andrein Orion, Barraute-Camu, Burgaronne, Laàs, Orriule és Sauveterre-de-Béarn községekkel határos.

## Népesség
A település népességének változása:
| Lakosok száma | 134  | 132  | 131  | 133  | 136  | 138  | 140  | 138  |
|               | 2013 | 2015 | 2017 | 2018 | 2019 | 2020 | 2021 | 2022 |